# Giovanni Michelotti
Giovanni Michelotti (* 6. Oktober 1921 in Turin; † 23. Januar 1980 ebenda) war ein italienischer Automobildesigner.

## Leben und Werk

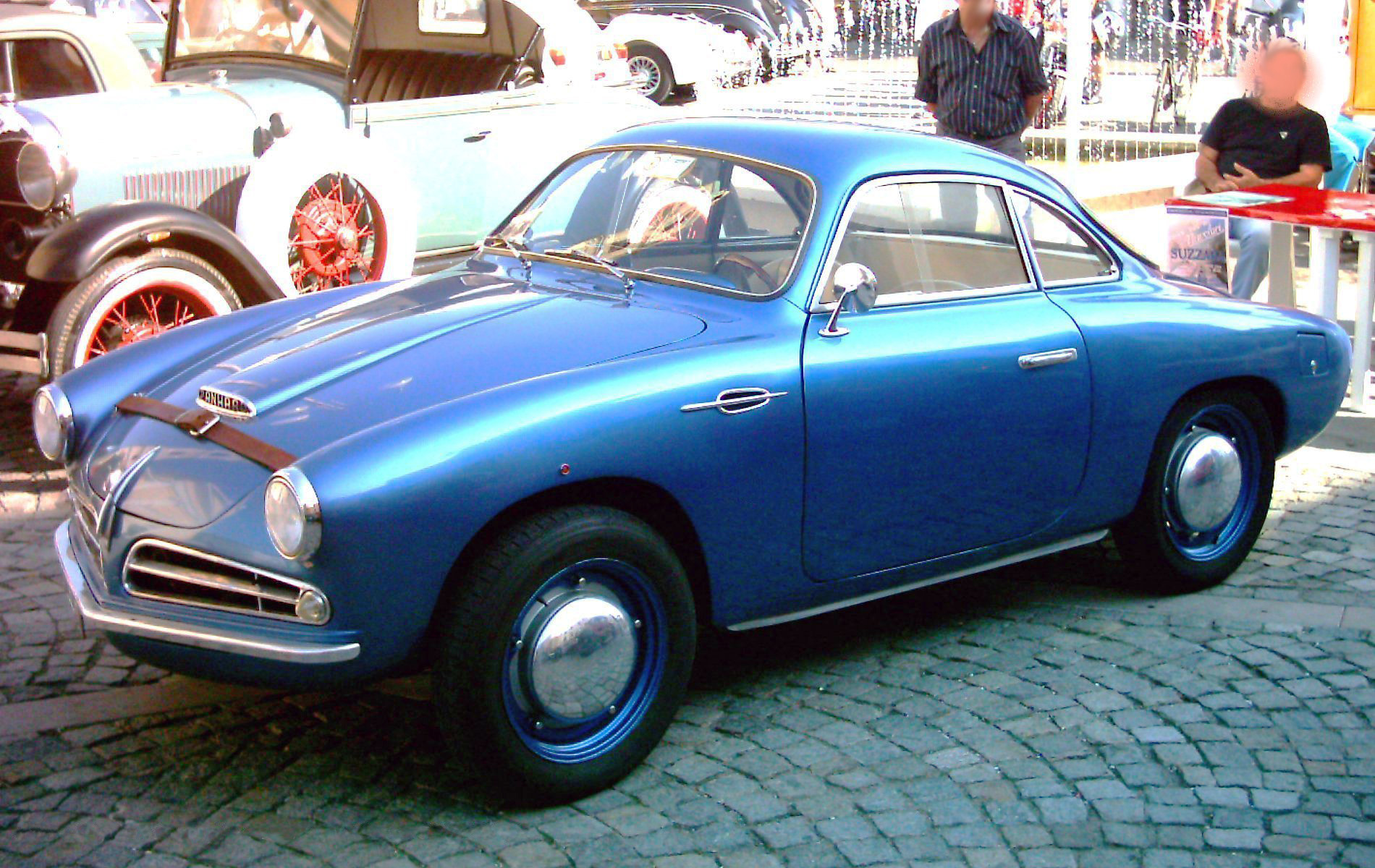
Panhard Dyna X86 (1951) für die Carrozzeria Allemano

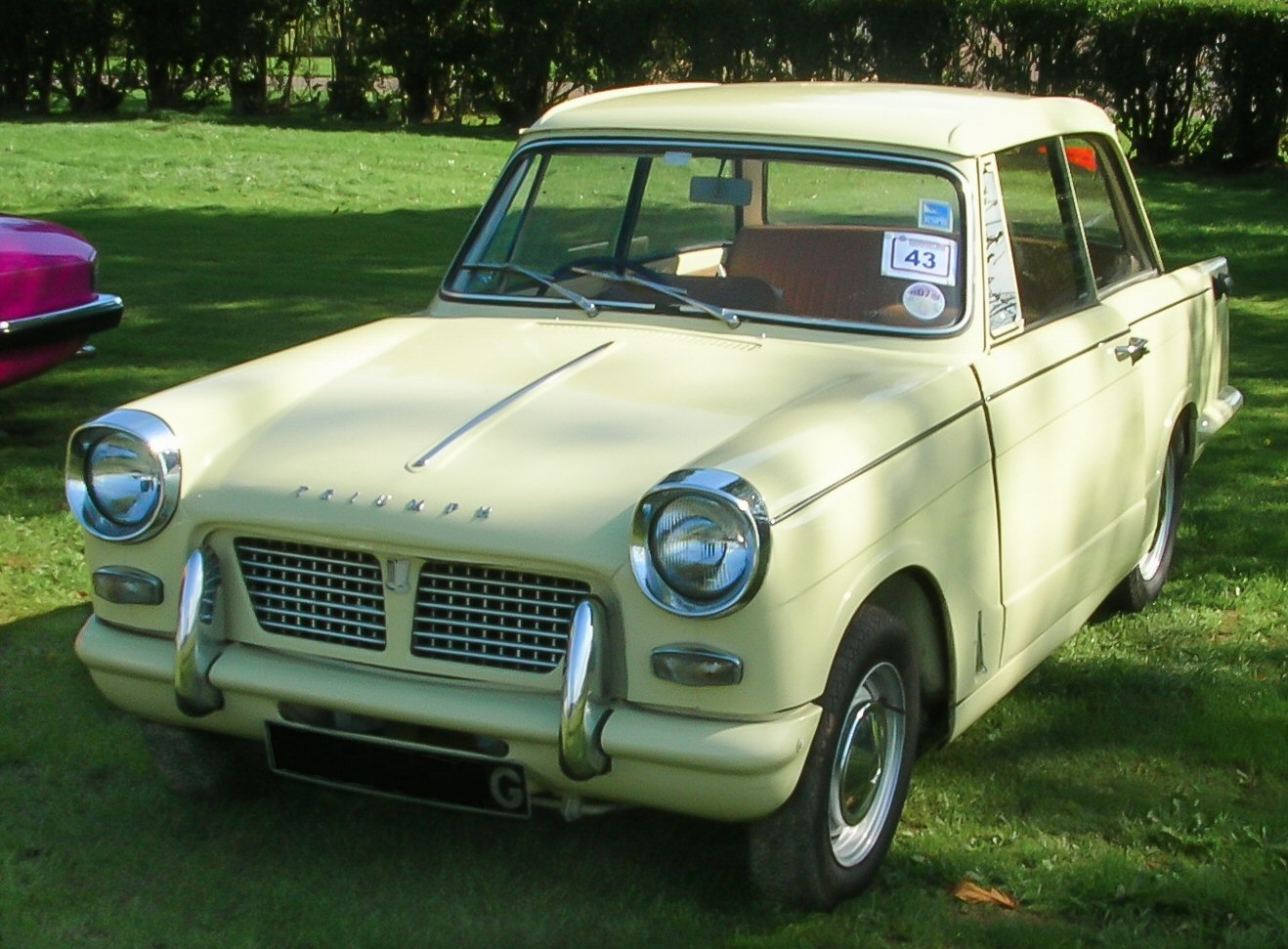
Triumph Herald

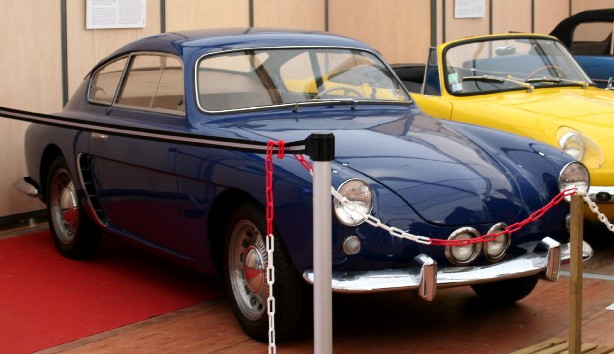
Alpine Prototyp – Teilnehmer der New York Motorshow 1954

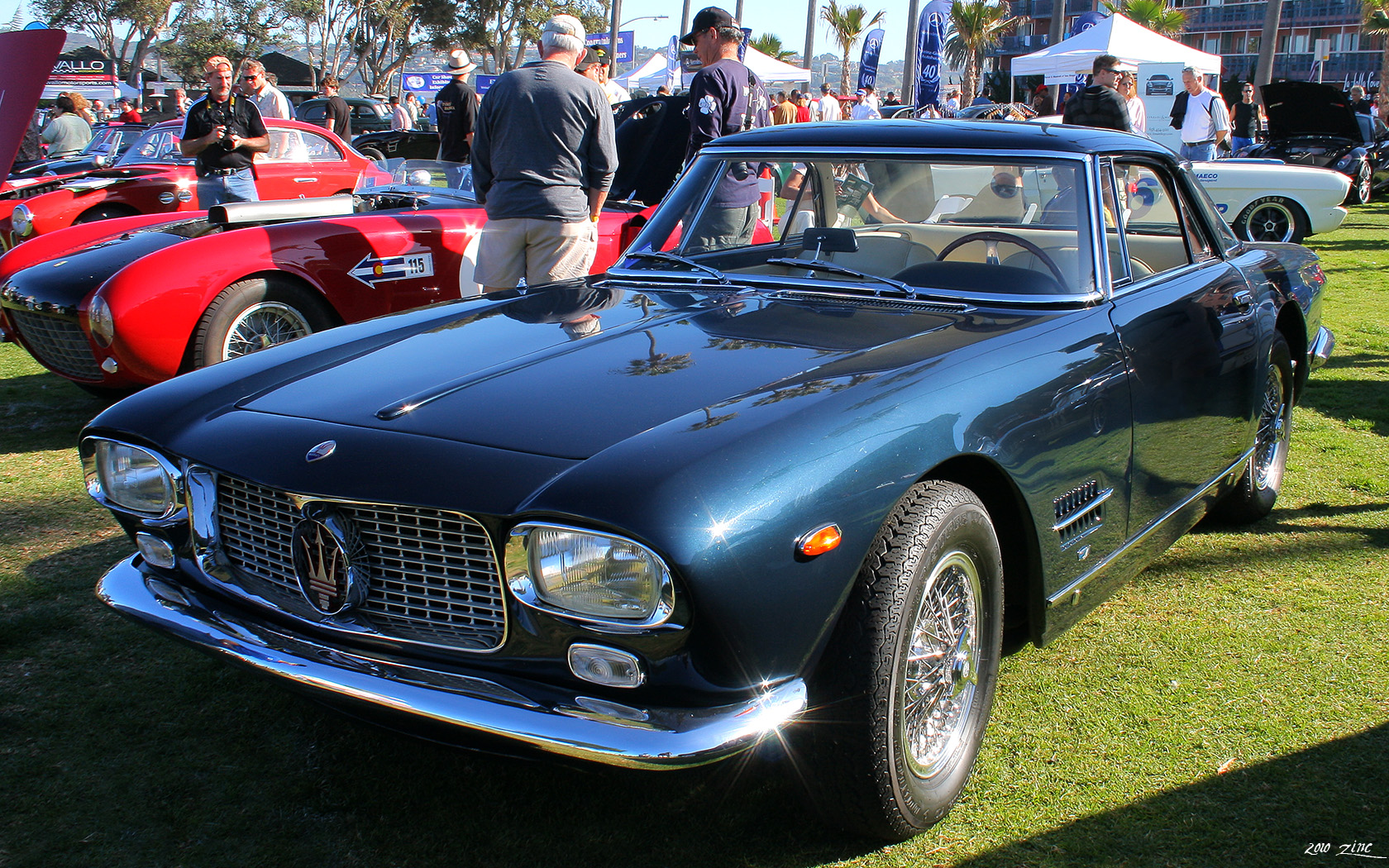
Maserati 5000 GT Allemano (1959)

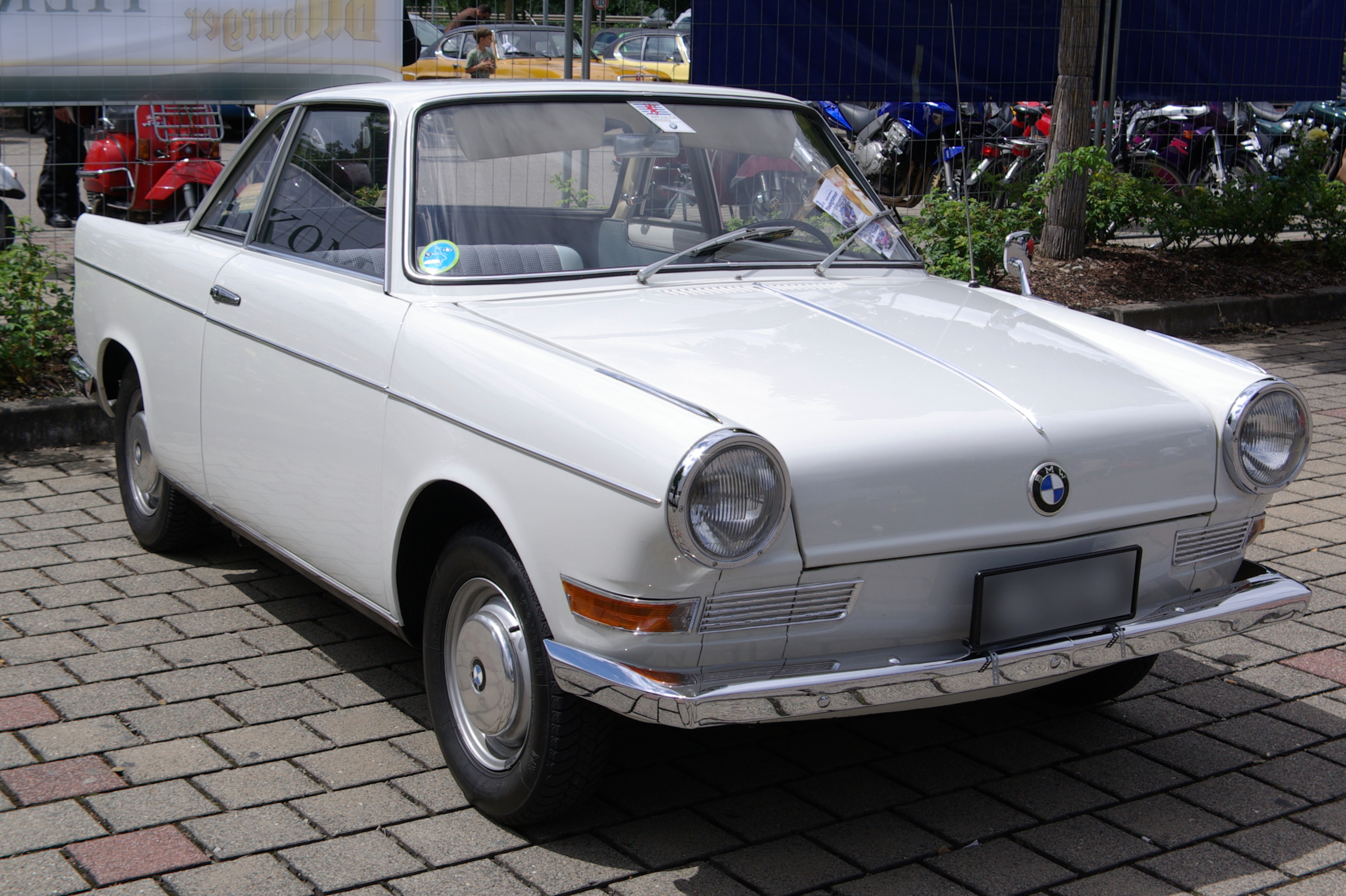
BMW 700 (1959)

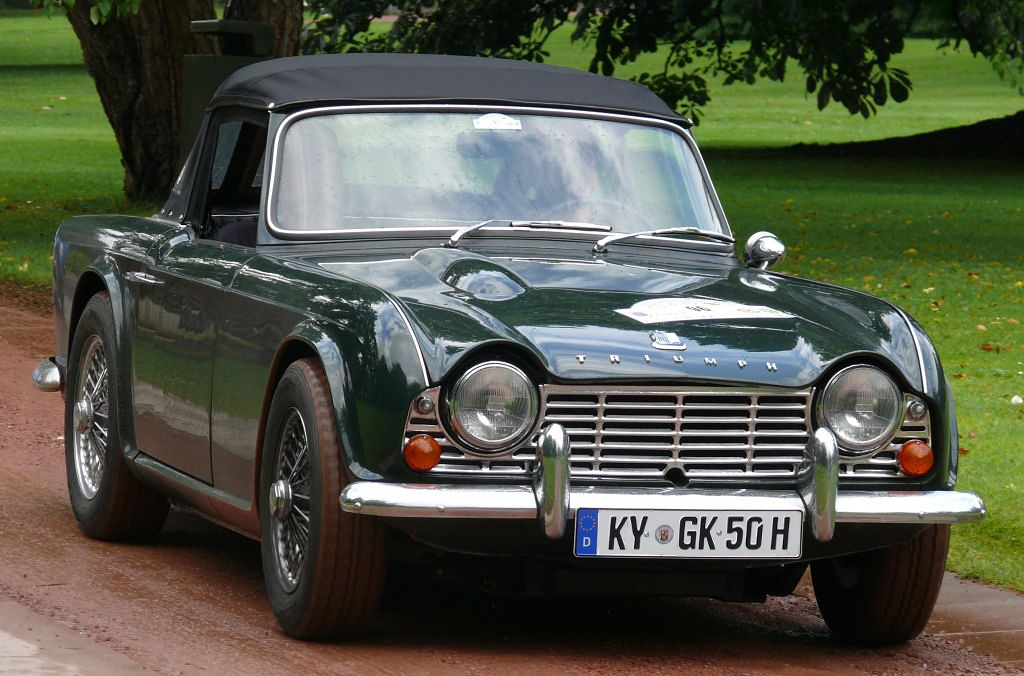
Triumph TR4 (1961)

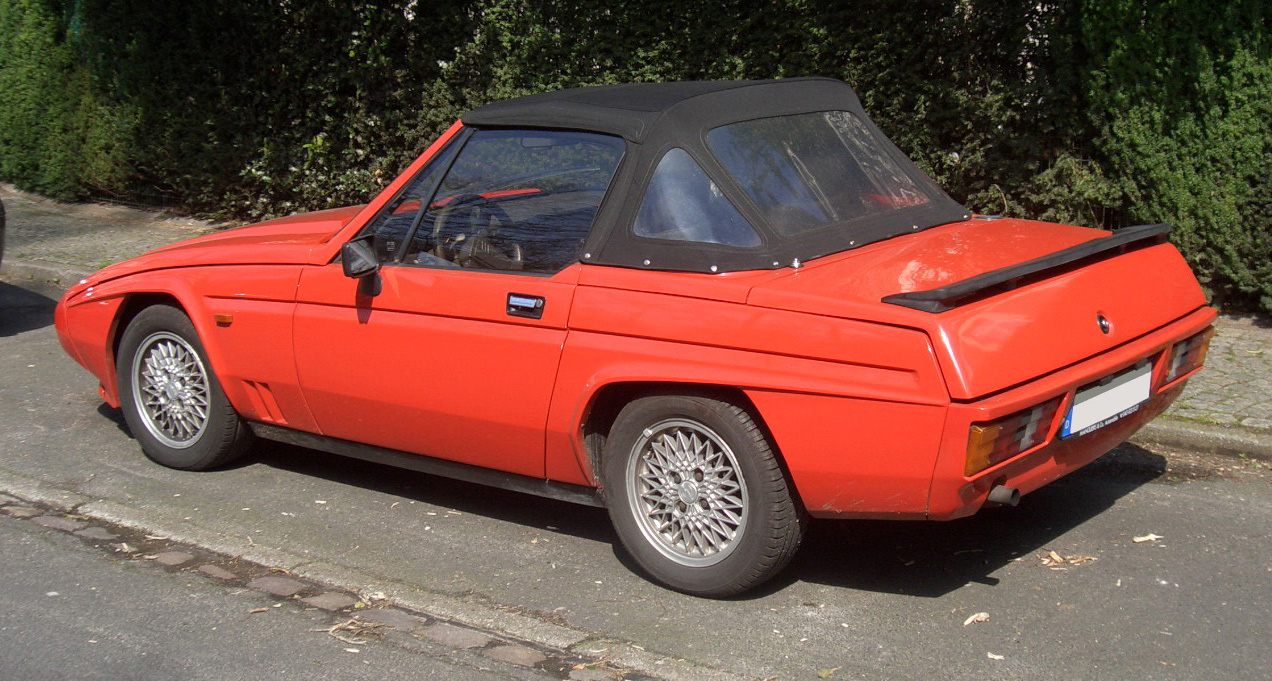
Reliant Scimitar SS 1

Giovanni Michelotti begann seine Karriere 1936 im Alter von 15 Jahren bei dem Karosseriebauunternehmen Stabilimenti Industriale Farina. Dort arbeitete er sich innerhalb kurzer Zeit von einer Hilfskraft zum führenden Gestalter hoch. Im Jahr 1946 machte er sich als freischaffender Designer in Turin selbständig.
Obwohl er immer für verschiedene Karosseriebaubetriebe tätig war, arbeitete er zunächst vorwiegend für seinen persönlichen Freund Alfredo Vignale. Die meisten der in den frühen 1950er Jahren von Vignale gebauten Ferrari wurden von Giovanni Michelotti entworfen.
Im November 1954 wurden auf dem Turiner Autosalon allein 30 (manche sprechen sogar von 40) verschiedene, allein auf seinen Entwürfen basierende Fahrzeuge unterschiedlicher Marken oder Karosseriebaubetriebe ausgestellt. Ob Ferrari, Maserati, Lancia, Alfa Romeo oder Fiat, ihre äußere Hülle stammte oft genug von Vignale, Pininfarina, Ghia, Bertone, Allemano und anderen Karosserie-Herstellern.
Erst die Gründung einer eigenen Karosseriebau-Werkstatt im Jahr 1959 anstelle des vorherigen reinen Bürobetriebs im zehnten Stockwerk eines Hochhauses ermöglichte Michelotti eine bessere Geheimhaltung seiner Ideen und vereinfachte die direkte Zusammenarbeit mit den Automobilherstellern. Nun konnte er selbst Prototypen bauen. Bis 1965 wurde Michelotti von dem Schweizer Dany Brawand unterstützt, der die Gestaltung zahlreicher Karosserien beeinflusste und ab 1960 insbesondere die Entwürfe für Moretti weitgehend allein verantwortete.

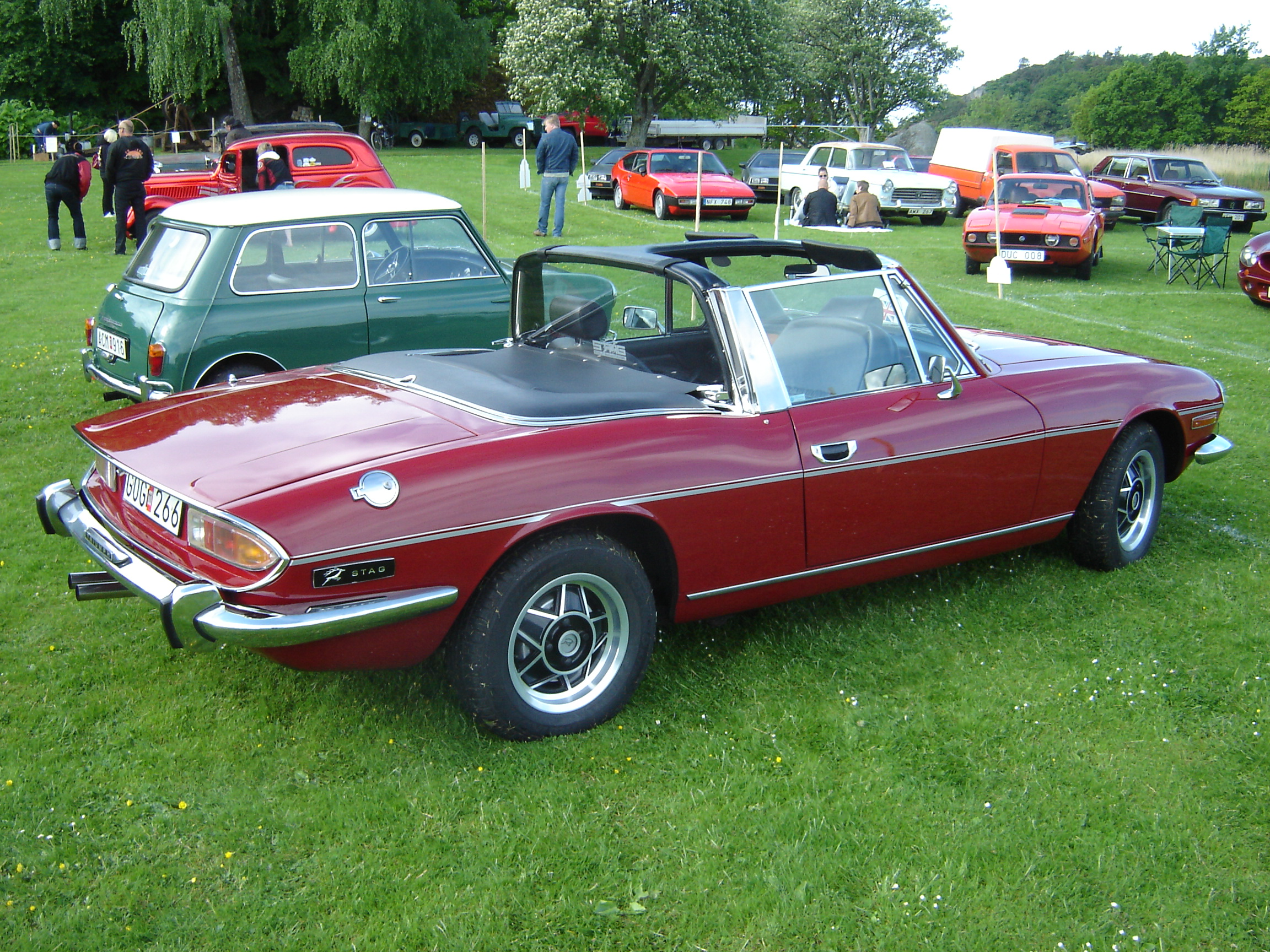
Stag V8 Mk2

Über den britischen Standard-Konzern, für den er 1957 bzw. 1958 die Modelle Ensign und Vanguard Vignale entwarf, kam Michelotti zu Triumph, als dessen Hausdesigner er seit den 1960er-Jahren tätig war. Er entwarf neben Prototypen unter anderem die Modelle TR 4, Herald, Vitesse, die Limousinen 1300, 2000, Dolomite, den Spitfire, den GT 6 und den Stag. Weiter entwarf er für DAF in Holland das Daffodil und auch noch die nachfolgenden Modelle wie zum Beispiel den 55. Außerdem gestaltete er die Volvo Serie 300 sowie auch Lkw-Führerhäuser.
Von Michelotti stammen die bei Vignale karossierten Maserati 3500 GT Vignale Spider und Maserati Sebring. Eine Mitgestaltung am BMW 700 ist verbürgt. Auch der 1959 in Turin präsentierte BMW 3200 Michelotti Vignale stammt aus seiner Feder. Der von ihm ausgehende Einfluss auf die allgemeine Karosseriegestaltung wird teilweise unterschätzt, da aufgrund seiner Arbeitsweise kaum ein ursprünglich von ihm gezeichnetes Automodell einen direkten Hinweis auf den tatsächlichen Gestalter trägt. Michelotti war für eine große Anzahl von Entwürfen verantwortlich, er entwarf insgesamt über 1200 Karosserien. Zu seinen bekanntesten Entwürfen zählen der VW 1200 Ghia Aigle, Fiat 1200 Allemano, Lancia Aprilia Vignale Coupé, Maserati 3500 oder Maserati 5000 GT Allemano, Alfa-Romeo 2000 Vignale, Nardi 750 ND, Italia 2000, Abarth 2400, Alpine A106 und der Reliant Scimitar SS 1, sein wohl letzter Entwurf.
Nur wenige Autos ließ Michelotti unter eigener Marke bauen und vertreiben. Dazu gehört das Strandauto Michelotti Shellette.
Das Designunternehmen Michelotti wurde nach Giovanni Michelottis Tod von Mitarbeitern noch bis in die frühen 1990er Jahre weitergeführt. Eine Wiedereröffnung erfolgte durch seinen Sohn Edgardo, der sich inzwischen mit einem Nachkommen Alfredo Vignales zur Michelotti & Vignale zusammengeschlossen hat.
Als Hommage an die außerordentliche Lebensleistung seines Vaters pflegt Edgardo eine Website und organisiert jährlich ein Treffen in Turin, dessen Teilnehmer aus ganz Europa, oft in ursprünglich von Giovanni Michelotti entworfenen Wagen, zusammenkommen.